# Marokkó az 1968. évi téli olimpiai játékokon
Marokkó a franciaországi Grenoble-ban megrendezett 1968. évi téli olimpiai játékok egyik részt vevő nemzete volt. Az országot az olimpián 1 sportágban 5 sportoló képviselte, akik érmet nem szereztek.  Marokkó először vett részt a téli olimpiai játékokon.

## Alpesisí
Férfi
| Versenyző       | Versenyszám      | Selejtező | Selejtező | Selejtező | Selejtező | Döntő         | Döntő         | Döntő    | Döntő    | Döntő      | Döntő      |
| Versenyző       | Versenyszám      | 1. futam  | 1. futam  | 2. futam  | 2. futam  | 1. futam      | 1. futam      | 2. futam | 2. futam | Összesítés | Összesítés |
| Versenyző       | Versenyszám      | Idő       | Hely.     | Idő       | Hely.     | Idő           | Hely.         | Idő      | Hely.    | Idő        | Helyezés   |
| --------------- | ---------------- | --------- | --------- | --------- | --------- | ------------- | ------------- | -------- | -------- | ---------- | ---------- |
| Mohamed Aomar   | Műlesiklás       | 1:29,54   | 6.        | 1:20,03   | 4.        | kiesett       | kiesett       | kiesett  | kiesett  | kiesett    | kiesett    |
| Mohamed Aomar   | Óriás-műlesiklás |           |           |           |           | nem ért célba | nem ért célba | kiesett  | kiesett  | kiesett    | kiesett    |
| Said Housni     | Műlesiklás       | 1:19,93   | 5.        | kiesett   | kiesett   | kiesett       | kiesett       | kiesett  | kiesett  | kiesett    | kiesett    |
| Said Housni     | Óriás-műlesiklás |           |           |           |           | 2:24,40       | 89.           | 2:16,28  | 80.      | 4:40,68    | 83.        |
| Hassan Lahmaoui | Műlesiklás       | kizárták  | kizárták  | 1:09,16   | 4.        | kiesett       | kiesett       | kiesett  | kiesett  | kiesett    | kiesett    |
| Hassan Lahmaoui | Óriás-műlesiklás |           |           |           |           | 2:24,97       | 90.           | 2:23,69  | 84.      | 4:48,66    | 86.        |
| Mehdi Mouidi    | Műlesiklás       | 1:13,61   | 6.        | 1:10,90   | 3.        | kiesett       | kiesett       | kiesett  | kiesett  | kiesett    | kiesett    |
| Mimoun Ouitot   | Óriás-műlesiklás |           |           |           |           | nem ért célba | nem ért célba | kiesett  | kiesett  | kiesett    | kiesett    |